# Боротьба Птолемея I за Фінікію
Боротьба Птолемея I за Фінікію – пов’язаний із Фінікією послідовний ряд епізодів з часів війн діадохів за розділ держави Александра Македонського.

Карта Фінікії

## Перше захоплення Фінікії Птолемеєм
Станом на 320 рік сатрапом Сирії (котра включала також Фінікію та Палестину) був Лаомедонт, призначений сюди регентом Македонської держави Пердіккою. Останній за рік до того вторгся до Єгипту з метою змістити непокірного тутешнього сатрапа Птолемея, проте зазнав невдачі та загинув. Хоча Лаомедонт і не брав участі в поході Пердікки, Птолемей вирішив отримати контроль над його сатрапією, котра, зокрема, могла постачити флот та деревину для будівництва кораблів (при цьому і те і те відносилось саме до Фінікії). Отже, Птолемей запропонував Лаомедонту грошову винагороду за відмову від Сирії, а коли той не погодився, послав сюди військо під командою Никанора. Не зустрічаючи спротиву воно пройшло через сатрапію та нарешті зустрілось із Лаомедонтом, якого взяли у полон та відправили до Єгипту (надалі зміг втекти та приєднався до брата Пердикки Алкети у малоазійській Пісідії). Фінікійські міста захопив єгипетський флот, а по фортецям провінції розставили гарнізони. 

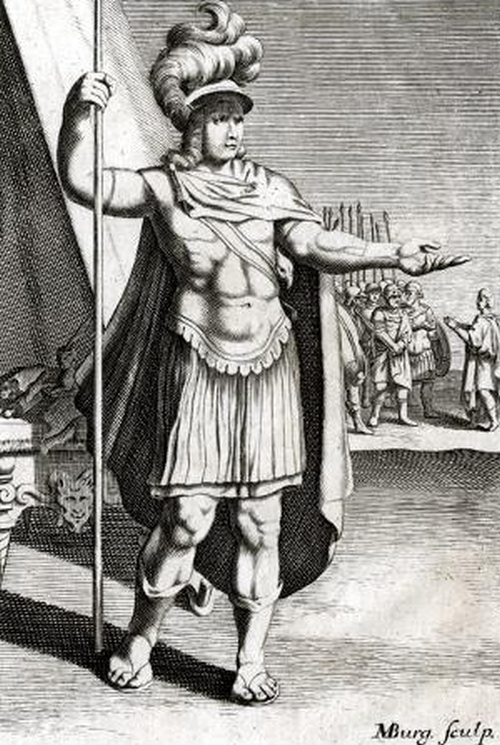
Евмен

## Похід Евмена через Фінікію
Навесні 318 року до н.е. у Фінікію прибув полководець Евмен. Колись він боровся у Малій Азії на стороні партії Пердікки, а після її повної поразки тривалий час витримував облогу в одній з каппадокійських фортець, після чого зміг втекти та оволодіти скарбницею Александра Македонського у кілікійській Кіінді. Тим часом проти чергового регента Полісперхона склалась нова коаліція Кассандра, Антигона Одноокого (саме він знищив партію Пердікки у Малій Азії) та Птолемея. В цих умовах регент вступив у спілку з Евменом, котрий завдяки захопленим скарбам активно вів набір найманців. Втім, панування ворожого флоту з однієї сторони не давало можливість провадити набір вояків із Греції та Македонії, а з іншої – заважало вирушити туди на допомогу Полісперхону, котрий терпів невдачі у боротьбі із коаліцією. Саме тому Евмен вирішив відібрати Фінікію у Птолемея, чого й досяг без особливих складнощів. 
Оскільки флоти фінікійських міст знаходились у морі під контролем єгипетського володаря, Евмен наказав фінікійцям терміново взятись за спорудження нових кораблів. Сформувавши таким чином власний флот, він завантажив на нього велику кількість скарбів та став готуватись до переходу на захід на допомогу Полісперхону. Втім, осінню 318 р. до н.е. до узбережжя Кілікії прибула ескадра Антигона, котра при Россосі ліквідувала тільки що споруджений флот Евмена. Останній, не маючи далі причин затримуватись у Фінікії, відступив до східних сатрапій, куди за ним із Малої Азії рушив Антигон. Таким чином, Птолемей знову оволодів східним узбережжям Середземного моря без жодних зусиль. 

## Боротьба за Фінікію з Антигоном

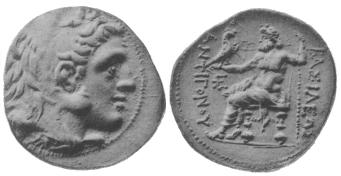
Антигон І Одноокий

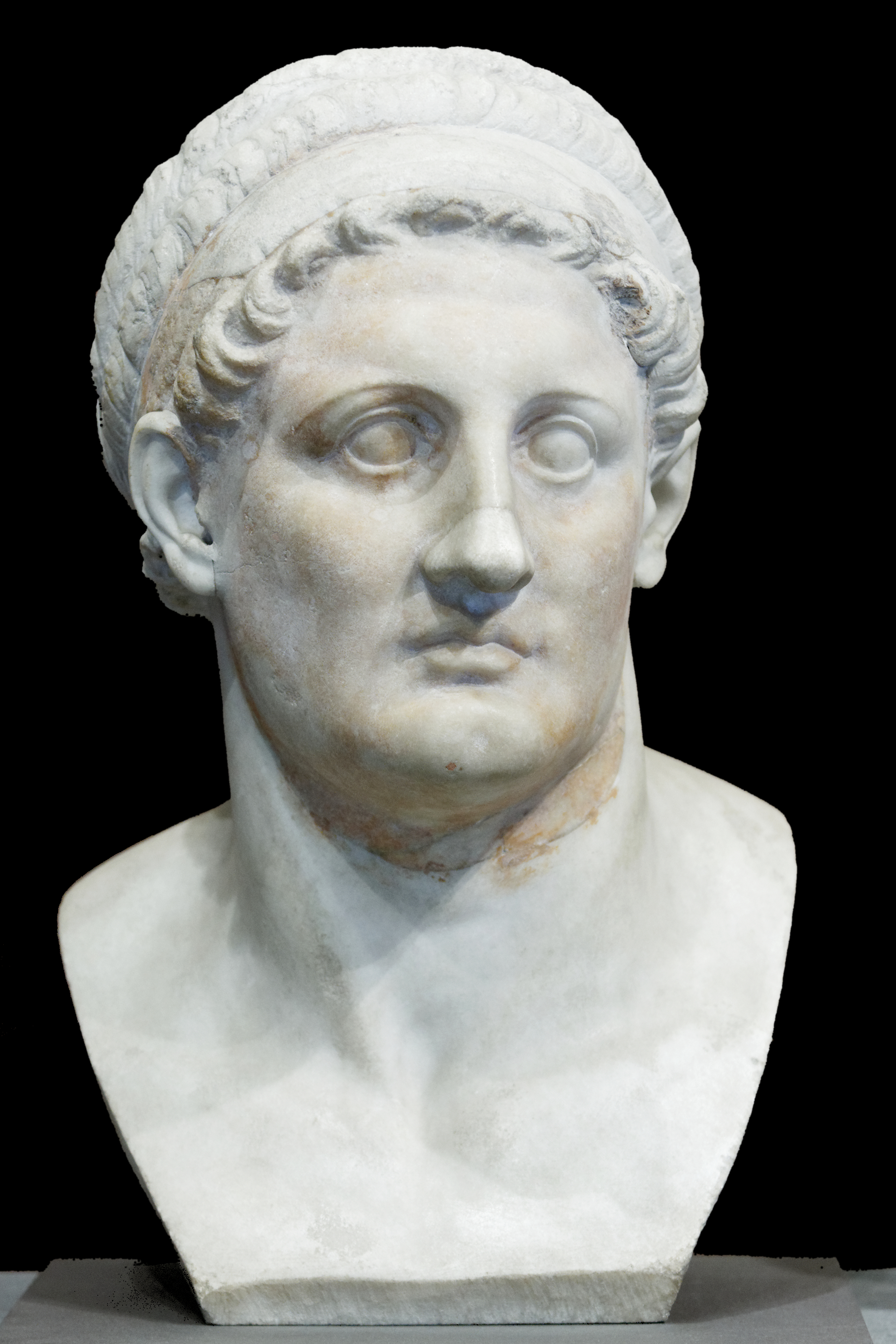
Птолемей І

У 316 році партія Полісперхона була розгромлена – Евмен загинув, а самого регента витіснили з Македонії до Греції. Те, як Антигон почав себе вести після перемоги над Евменом, викликало занепокоєння серед сатрапів, один з яких – Селевк – покинув свою Вавілонію та втік до Птолемея. Невдовзі між нещодавніми союзниками виник конфлікт і навесні 315 р. до н.е. Антигон вторгнувся до Сирії. Без особливих перешкод він вигнав єгипетські гарнізони з міст провінції, за виключенням Тіра, котрий прийшлось взяти у облогу. Віддавши розпорядження про спорудження флота, Антигон пройшовся аж до південних меж провінції та взяв штурмом приморські Іоппію та Газу, мешканці яких тяготіли до Єгипта.
Як і у випадку з походом Евмена, Птолемей не став ризикувати висилкою до Сирії сухопутної армії, а обмежився діями на морі. Тут крейсувала ескадра зі 100 кораблів під начальством Селевка, котра, втім, влітку ще перебувала в Егейському морі. В подальшому Селевк відплив до узбережжя Фінікії з метою попередити збір флота супротивника, який одночасно споруджувався на багатьох верфях – в Сидоні, Біблі та Триполісі, а також у Кілікії і на Родосі. Втім, єгипетський сатрап недооцінив масштаби задуманої Антигоном кораблебудівельної програми, котра повинна була дати у розпорядження останнього 500 суден. Ескадра Селевка не могла нічого вдіяти з цим, оскільки верфі, де їх споруджували, перебували під захистом значних наземних сил. Як наслідок, Птолемей почав збирати на Кіпрі (найбільш значні царі цього острова перебували на його стороні) більші сили та вислав туди додаткову сотню кораблів. 
Тим часом Антигон отримав підкріплення – 40 кораблів прийшли з Родоса, а 80 привів від Геллеспонта наварх Діоскорид (після відбуття Селевка він спершу звільнив від облоги союзний Антигону Лемнос, після чого поспішив за ним до східного Середземномор’я). Ще 120 кораблів вже видали фінікійські верфі, так що Антигон отримав значний флот і міг спокійно вести облогу Тіра. Влітку 2014-го Тір, який так і не отримав допомоги, примусили до капітуляції. Єгипетський гарнізон відбув, а його місце зайняв загін Антигона.

## Боротьба за Фінікію з Деметрієм

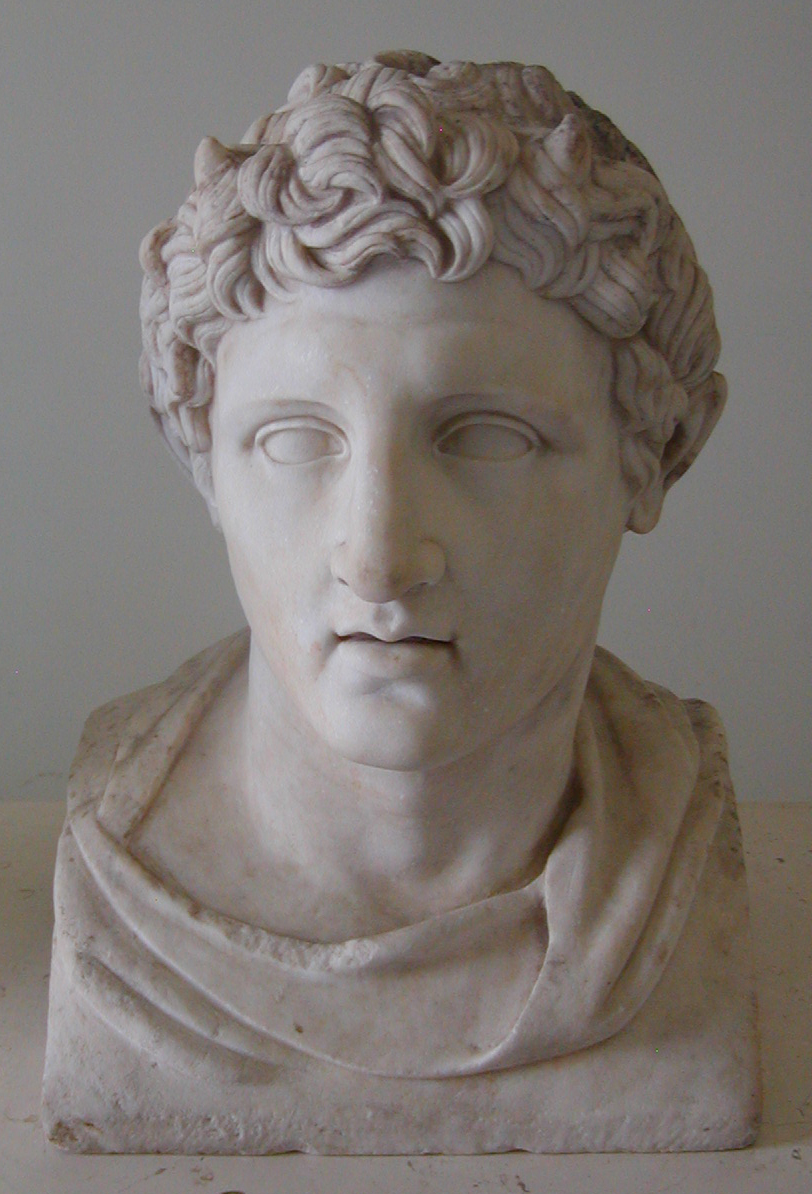
Деметрій І

Підбивши все східне узбережжя Середземного моря, Антигон відбув до Малої Азії, залишивши у сирійській сатрапії свого сина Деметрія зі значним військом. Останній в готовності зустріти наступ із Єгипту стояв у Келесирії (у вузькому значенні – долина Бекаа на схід від фінікійського узбережжя), проте в один із днів 313 р. до н.е. Птолемей на кораблях з’явився на півночі провінції біля устя Оронта, де взяв штурмом місто Посидіон та розграбував його. Деметрій з кіннотою та легкоозброєними спішно рушив до атакованого району, проте не встиг і так само швидко повернувся назад, при цьому форсовані переходи призвели до загибелі багатьох вояків.
У 312 р. до н.е. Птолемей нарешті вирушив з головним військом по суходолу. Деметрів виступив назустріч йому, проте зазнав нищівної поразки у битві при Газі та відступив на північ сатрапії. При цьому він доручив своєму полководцю Андроніку утримувати Тір. Птолемей рушив слідом, більшість міст одразу добровільно впускало його, хоча деякі (включаючи Сидон) довелось примусити до здачі. Андронік відмовився передавати ввірене йому місто навіть за велику винагороду, проте гарнізон, наляканий поразкою при Тірі та переходом на сторону єгипетського сатрапа інших міст, збунтувався. Андронік намагався втекти, але потрапив до рук супротивника.
Тим часом Деметрій зібрав у Кілікії нове військо, з яким зимою 312/311 рр. до н.е. виступив у Сирію. Тут він напав на військо одного з полководців Птолемея та завдав йому нищівної поразки біля Міунта, причому втрати єгиптян ненабагато поступались втратам Антигоніда у попередній битві при Газі. За цим Деметрій, на випадок атаки армії самого Птолемея, отаборився у болотяній місцевості. Отримавши звістку про перемогу, Антигон поспішив до Сирії та невдовзі об’єднав свої сили із сином. Відчуваючи себе слабкішим за супротивника, Птолемей відступив до Єгипта, а сирійська старапія (включаючи Фінікію) перейшла до Антигона.

## Перехід Фінікії до Птолемея та Селевка

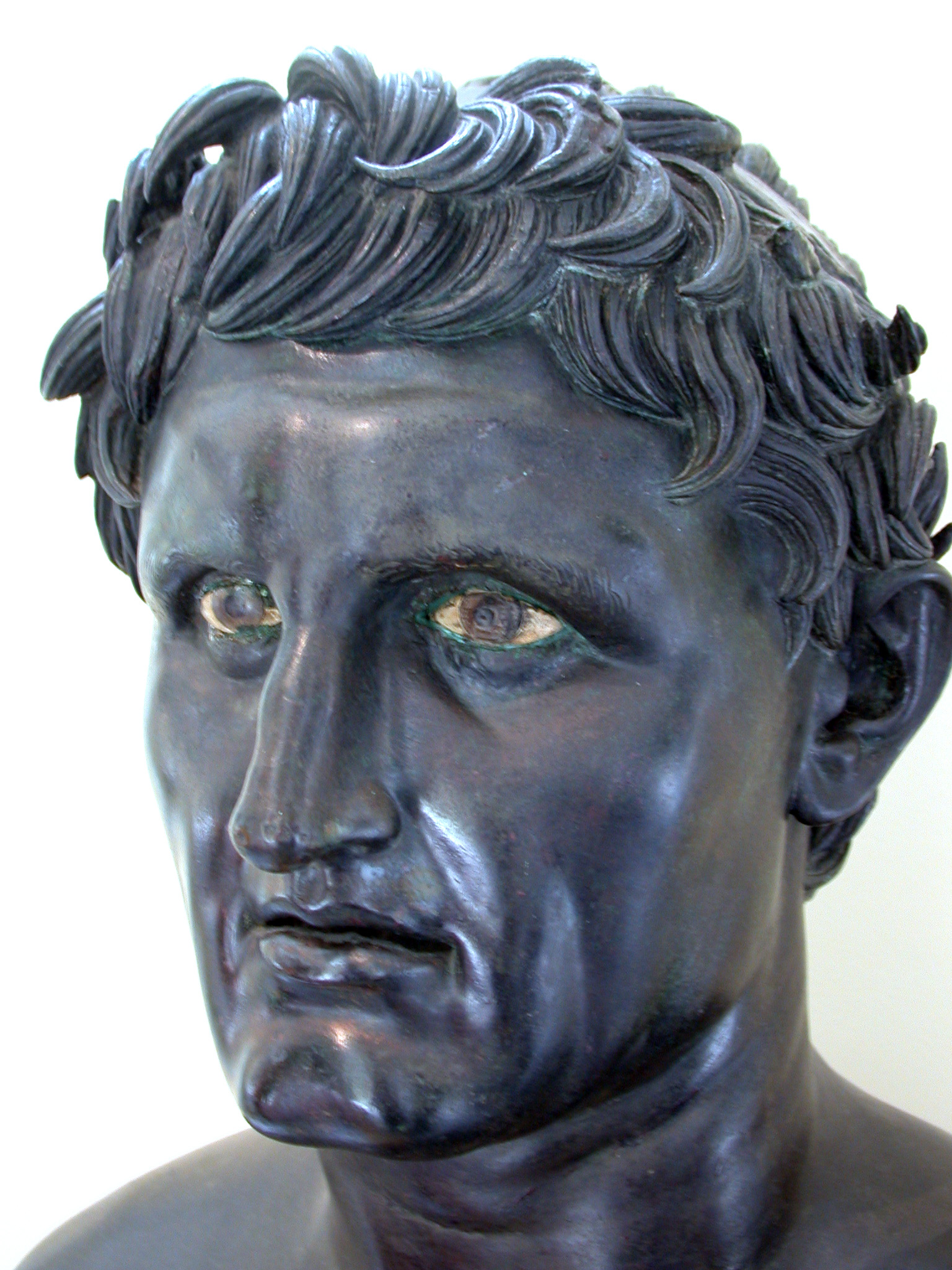
Селевк І, котрому достався північнофінікійський Арвад

Через кілька років Антигон виступив у Малу Азію, де в 301 р. до н.е. програв вирішальну битву при Іпсі об’єднаній армії Лісімаха та Селевка. Ще до того Птолемей, скориставшись відсутністю основних сил ворога, оволодів Палестиною та вступив до Фіінікії. Тут він взяв у облогу Сидон, проте отримав неправдиву звістку про поразку своїх союзників. Полишивши у захоплених містах гарнізони, єгипетський володар відступив до свого царства.  
Тим часом Деметрій зміг утримати в своїх руках морську частину батькового царства – мережу фортець та гаваней, котра простягнулась від Пелопоннеса через Кіпр та південне узбережжя Малої Азії до Фінікії. Відомо, що у 297/296 р. до н.е. Деметрій зруйнував Самарію – місто в центральній Палестині за сотню кілометрів південніше від Тіра (тут створив колонію ще Александр Македонський, котрий населив її македонськими ветеранами). Можливо, це було зроблене перед передачею територій у відповідності до мирної угоди, при цьому відомо, що така була укладена з Птолемеєм та що Деметрій надав єгипетському володарю заручників (останнє якраз і могло свідчити про зобов'язання в подальшому передати Єгипту певні землі). В будь-якому випадку, руйнація Самарії потребувала спершу отримати над нею контроль.
На жаль, про події після Іпса до наших часів дійшло дуже мало звісток, так що вони можуть бути лише реконструйовані за непрямими свідченнями. Вважається, що Деметрів втратив свої азійські володіння між 296/295 та 287/286 роками до н.е. – перша дата позначає його відбуття до Македонії, де він зміг захопити престол, тоді як друга відповідає поразці від Пірра та повстанню в Афінах, що змусило його втекти до Іонії та невдовзі призвело до краху держави Антигоніда. Біля 295 р. до н.е. Птолемей захопив Кіпр, проте фінікійські міста, ймовірно, ще залишались під владою Деметрія. Нарешті, у 286/285 р. до н.е. в одному афінському написі згадується цар Сідона Філокл – він же відомий полководець династії Птолемеїв. Це може бути свідченням переходу Фінікії під владу єгипетського царя, котрий передав владу в Сидоні своєму вірному соратнику.
Варто зауважити, що Єгипет отримав контроль над більшою частиною фінікійських теренів (включаючи, окрім Сидона, інше ключове місто Тір), проте не над всіма. Його влада завершувалась на підході до долини річки Елевтерос (наразі по ній проходить кордон між сучасними Ліваном та Сирією), а далі починались володіння сирійських царів, і, зокрема, Арвад. Вважається, що Арвад також перебував під владою Деметрія до його остаточної поразки, після чого увійшов до сирійської держави Селевка Нікатора.

## Див також
Боротьба Птолемея I за узбережжя Малої Азії
Боротьба Птолемея I за Кіпр
Боротьба Птолемеїв за південно-західну Егеїду
Боротьба Птолемеїв за північно-східну Егеїду